# Hryhorij Hładij
Hryhorij Stepanowycz Hładij (ukr. Григорій Степанович Гладій, ang. Gregory Hlady, ur. 4 grudnia 1954 w Chorostkowie) – ukraiński aktor teatralny i filmowy, reżyser teatralny.

## Życiorys
Aktorem jest od 1973 roku. Obecnie mieszka w Montrealu. Absolwent Narodowego Kijowskiego Uniwersytetu Teatru, Filmu i Telewizji im. Iwana Karpenko-Karego (1976). Występuje w teatrach ukraińskich i kanadyjskich. Gra w filmach ukraińskich i w międzynarodowych produkcjach. Zagrał w ok. 50 filmach.

## Filmografia
- Strip Search (1997)
- Purpurowe skrzypce (1998)
- Suma wszystkich strachów (2002)
- Projekt Jelcyn (2003)
- Pora deszczów (2006)

Gościnnie wystąpił też w serialach Kung Fu i Nikita.